# Línea 58 (Avanza Zaragoza)
La línea 58 es una línea lanzadera de Avanza Zaragoza. Realiza el recorrido comprendido entre la urbanización Fuente de la Junquera y el Tranvía en la ciudad de Zaragoza (España) desde el 2 de julio del 2012.
Tiene una frecuencia media de 30 minutos.
AVISO
Está planificado que dicha linea se unifique con la L57 (Operada por Avanza Zaragoza) y  se amplie hasta el barrio de Valdefierro en 2026.

## Recorrido
Camino Fuente de la Junquera, Paseo Reyes de Aragón, Vía Ibérica, Paseo Infantes de España, Camino Fuente de la Junquera